# 脱線防止ガード

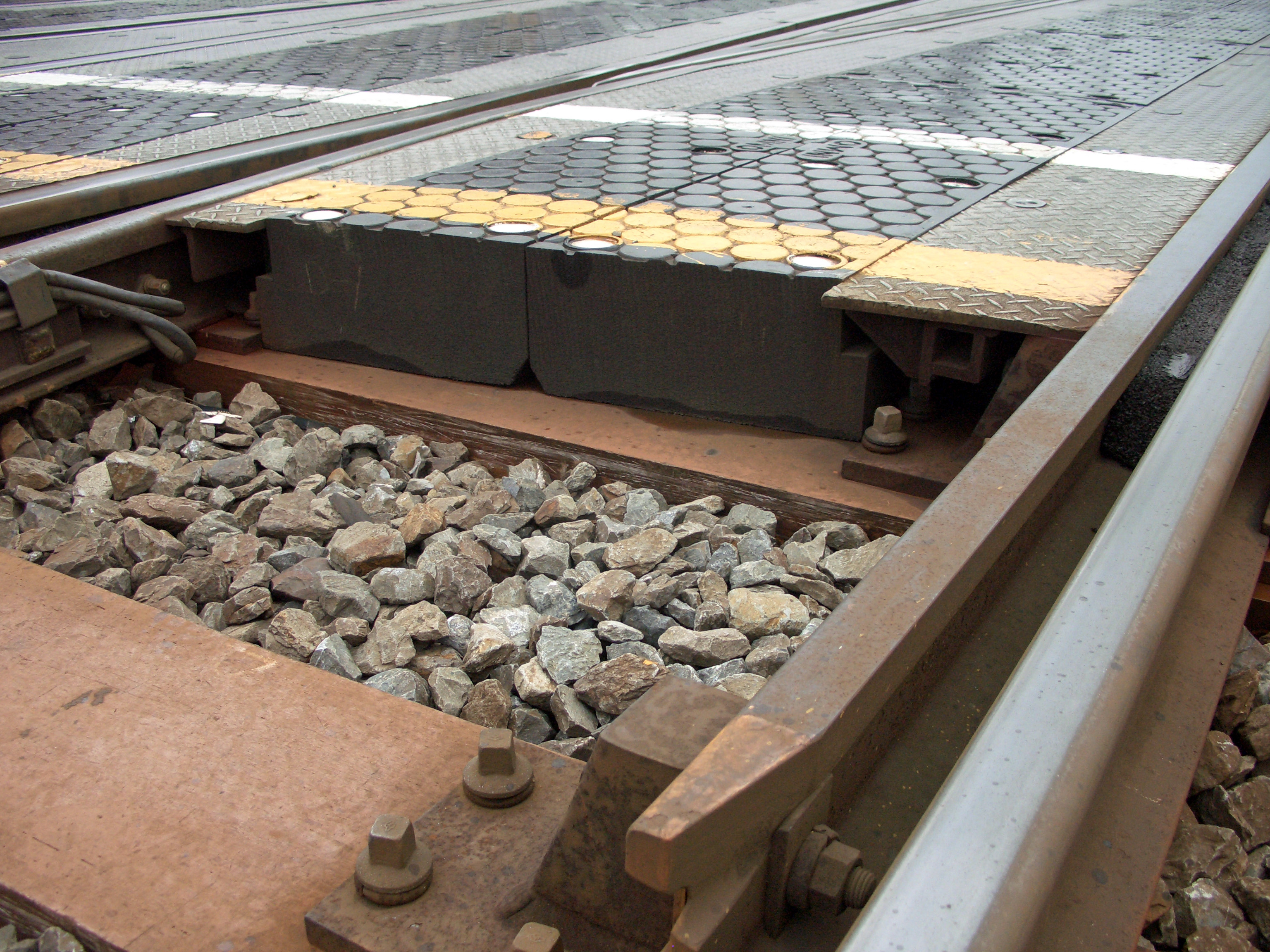
踏切に設置された脱線防止ガード

脱線防止ガード（だっせんぼうしガード）とは、脱線を防止するためにレールの間に設置される装置のこと。

## 構造と脱線防止の仕組み
脱線防止ガードは線路の内側にガードレール等を敷設して地震等で車両が大きな揺れを受けても脱線しないようにするものである。
ガードの大きさや材料は色々あるが、一般的にはレールに似た細長い形のものが多い。脱線防止ガードは護輪軌条（ごりんきじょう）またはガードレール、もしくは補助レールなどと呼ばれることもあり、実際にレールそのものが使われることも多い。
レールとレールの間にレールと少し離れて設置される。車輪はレール面を転がり、車輪のふちの出っ張り（フランジと呼ばれる）はレールの内側とガードの間を進む。
列車の脱線時の車輪の動きにはレールを乗り越えていくものと、レールの間に落ちるものの2種類が同時に生じる。脱線防止ガードは後者の動きを妨げて、レール上を走るように押し戻すことで脱線を防止する。一般的に車輪は軸で結ばれているので、後者の動きを妨げることは同時に前者の動きも妨げる。
橋梁など、脱線転覆により重大事故を引起すような場所にあっては脱線しても逸走することのないようにレールの内側や外側にさらに軌条を敷設する、この場合は脱線そのものを防止する役割でないので、前述のものより走行するレールと護輪軌条の間隙が大きいのが特徴である。
曲線で極度の速度超過があった場合、これを設けてあったとしても脱線防止の効果は期待できない。極度の速度超過では、遠心力で車体がカーブ外側に転倒するため、カーブ内側の車輪が浮いてしまう(当然レールにも脱線防止ガードにも接触しない)ためである。

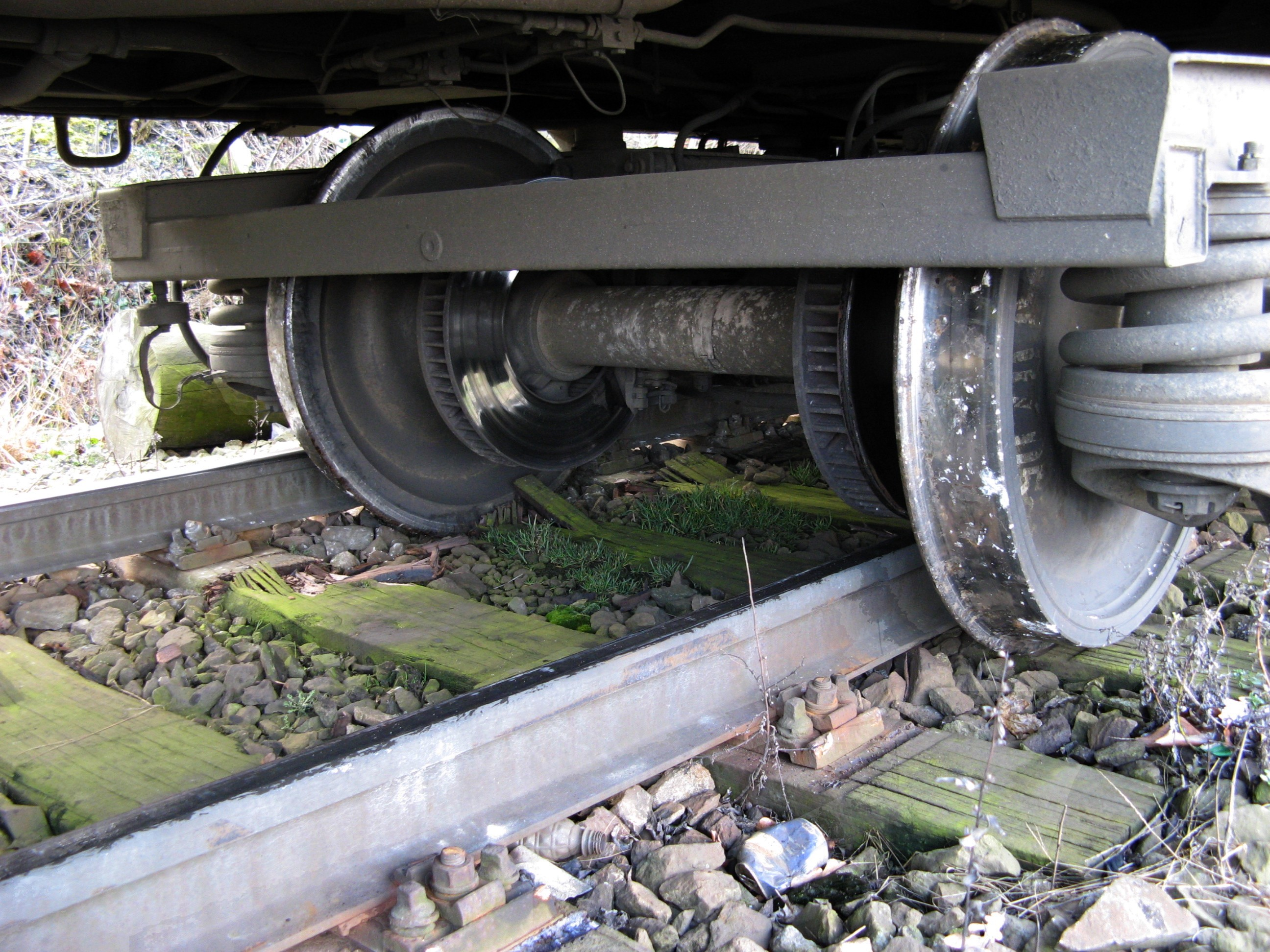
脱線した車両の台車。この画像では手前の車輪がレールを乗り越えて、奥の車輪がレールの内側に落ちている。脱線防止ガードは奥の車輪がレール内に落ちないように働き脱線を防ぐ。
車輪の動き。出っ張っているのがフランジ

## 設置場所
脱線防止ガードが設置されるのは一般的に曲線部、踏切、橋梁上が多い。このような場所では遠心力や、自動車との接触、風にあおられるなどで脱線しやすい。近年建設された鉄道ではそれ以外の場所にも設置する例も見られる。たとえば2011年に開業したインドのバンガロール・メトロ （英語: Bangalore Metro、Namma Metroとも）は旅客営業を行う区間には全て脱線防止ガードを設置している。日本でも2004年に新潟県中越地震によって発生した上越新幹線脱線事故の影響を受けて、東海道新幹線を有するJR東海などが直線部にも導入を進めている。
曲線通過半径による設置基準は鉄道事業者によってさまざまではあるが、日本では1963年に発生した鶴見事故以後、併発事故防止のため脱線防止ガードを複線以上の区間で半径 410 m（貨物線は 510 m）以下の曲線に敷設した。また、2000年の日比谷線事故を契機として、国土交通省は各鉄道事業者に、脱線防止ガードを半径 200 m 以下のカーブに設置することを義務づけた。

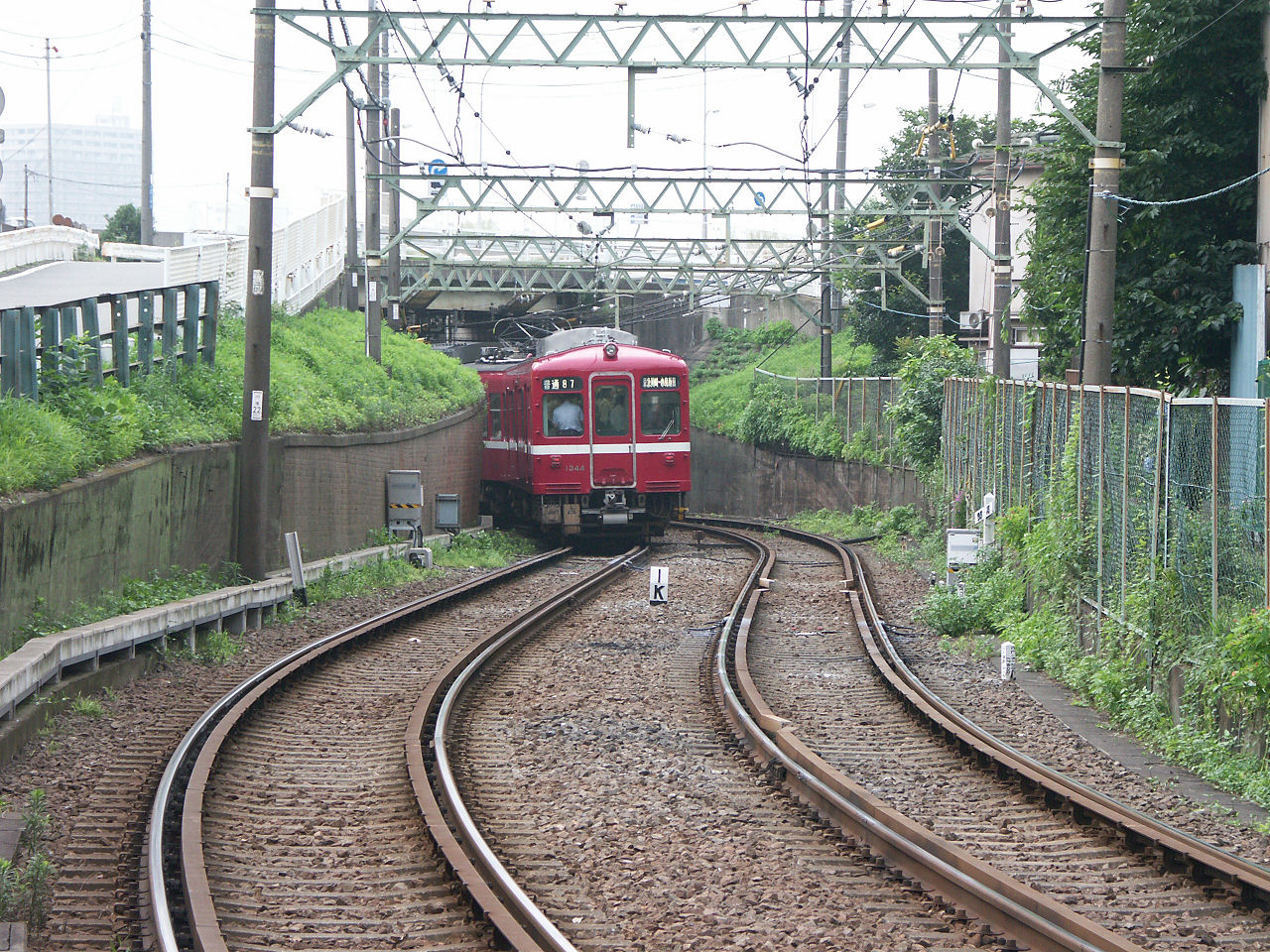
レールの内側に見えるのが脱線防止ガード。曲線部のもの。
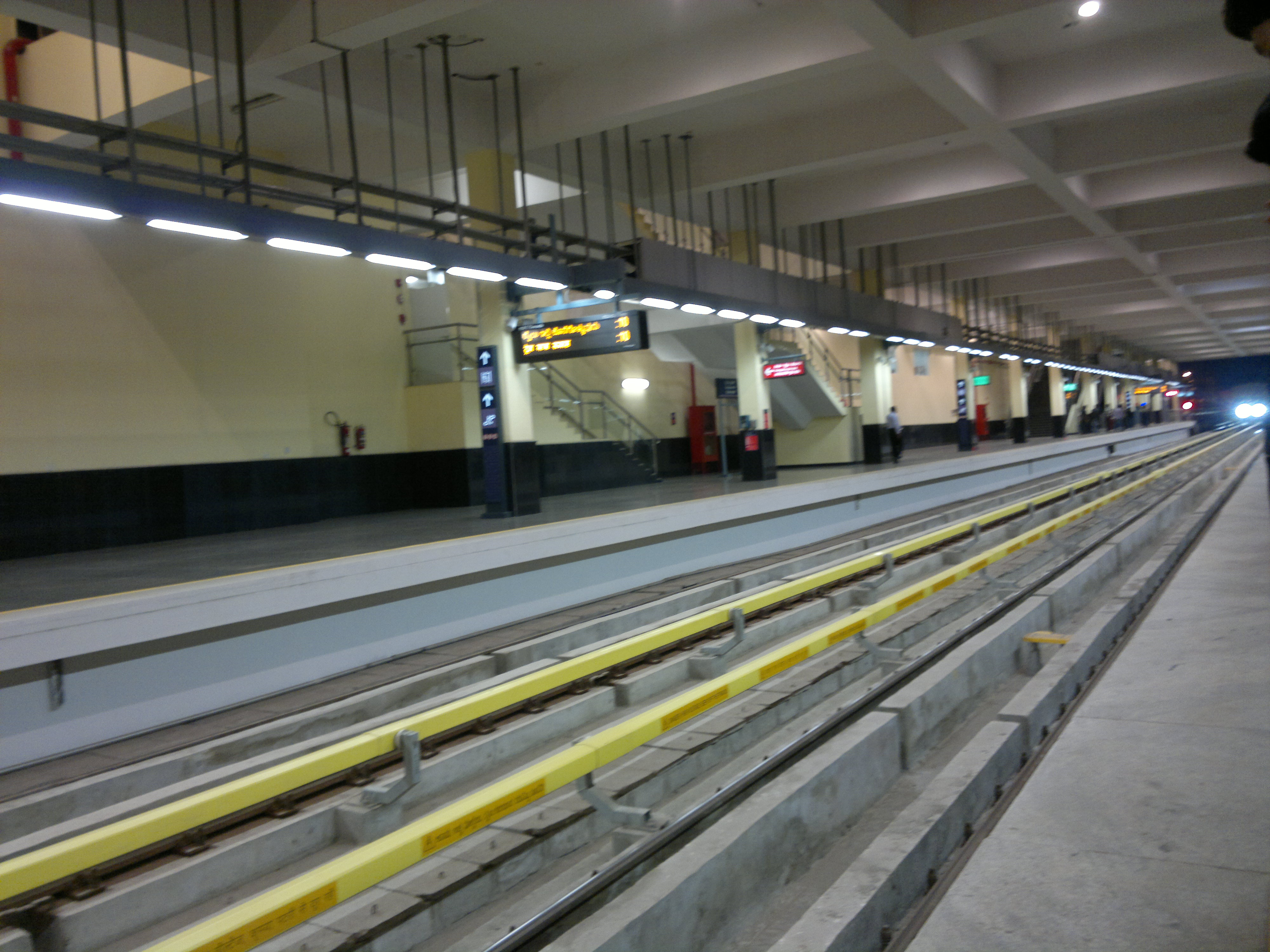
直線部に設置されたコンクリート製の脱線防止ガード
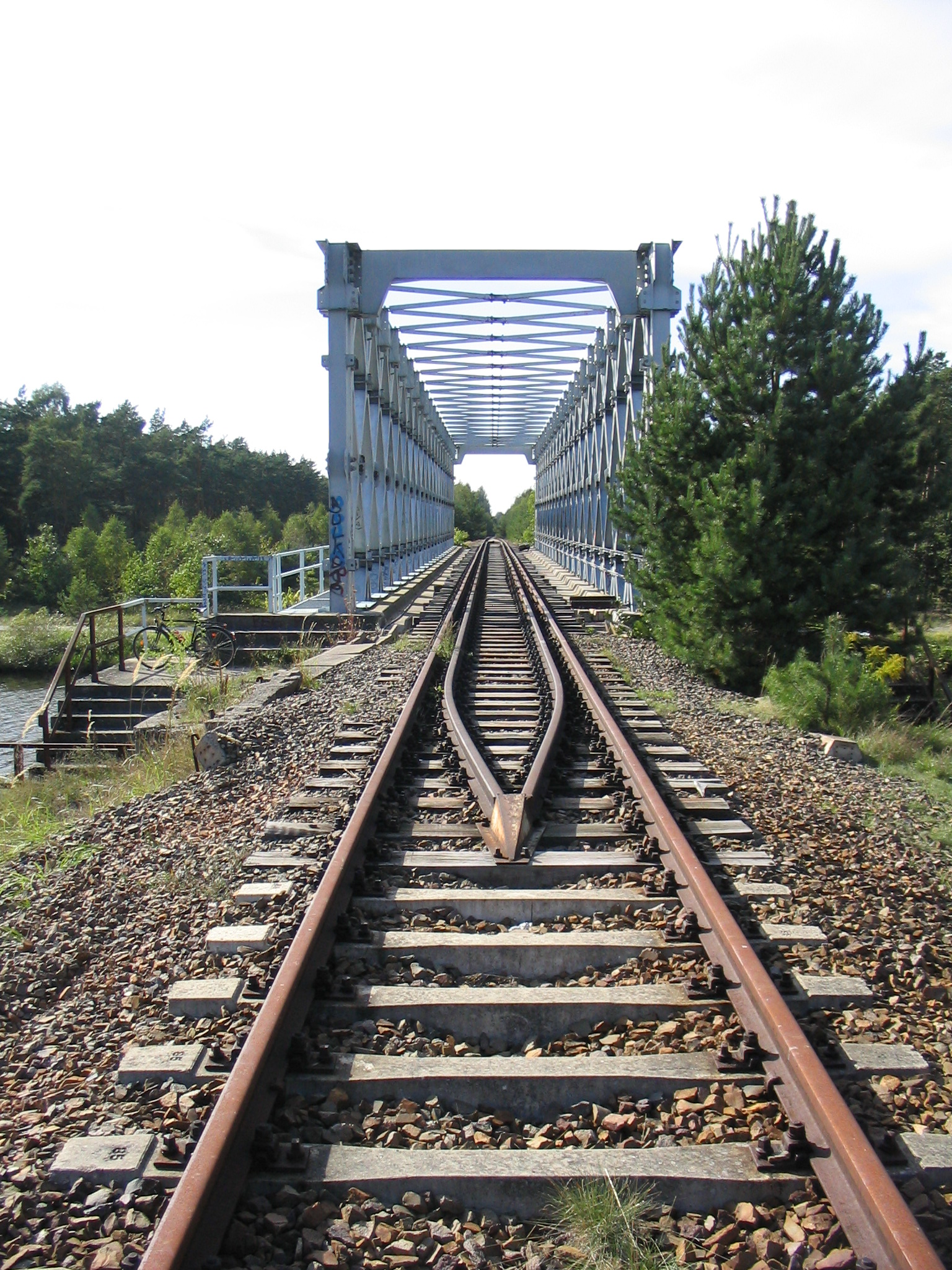
橋梁上の脱線防止ガード
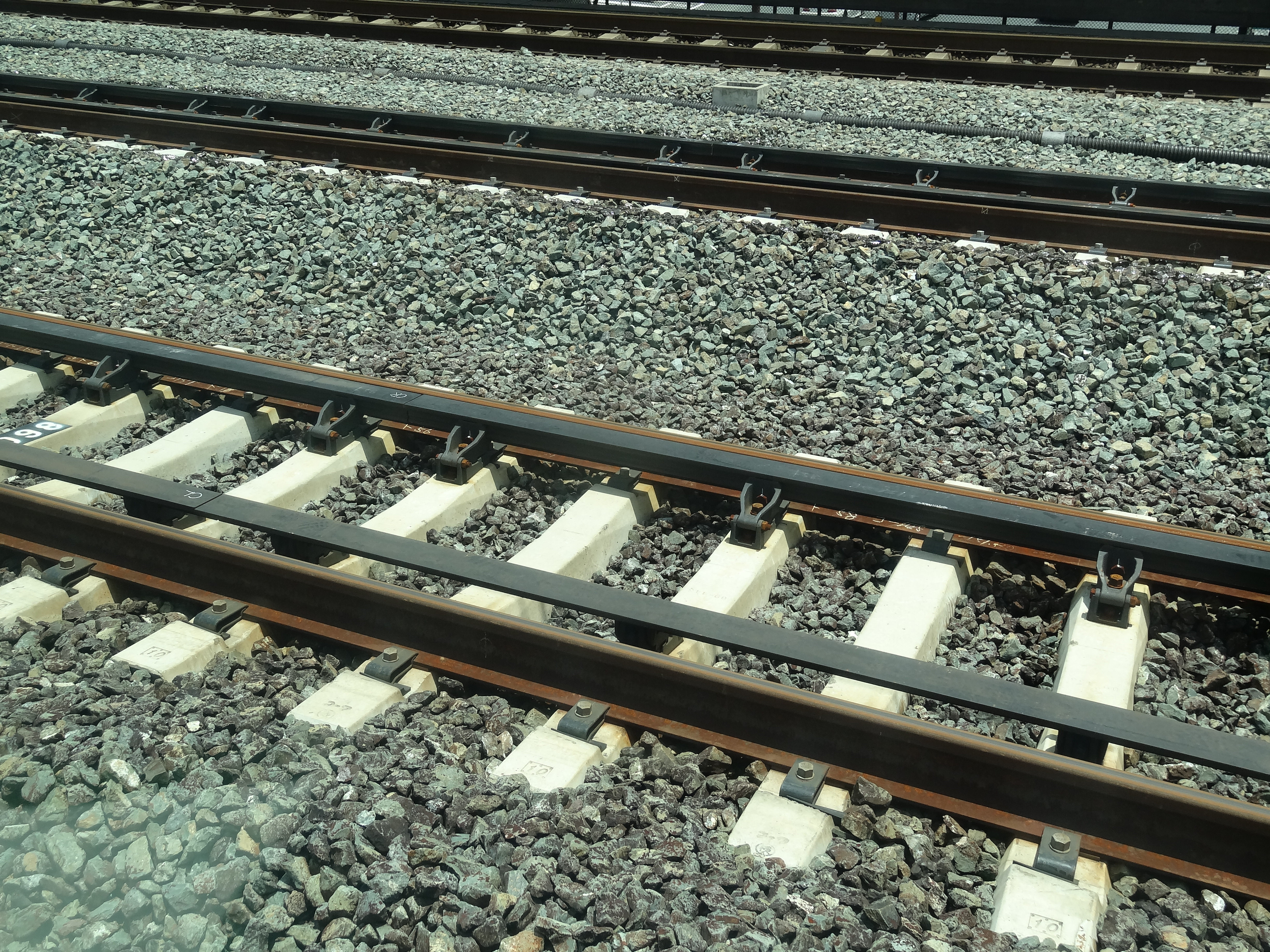
JR東海が新幹線で導入中の脱線防止ガード